# Каркамо, Хавьер
Хавьер Николас Каркамо Сифуэнтес (исп. Javier Nicolás Cárcamo Cifuentes; род. 1 февраля 2005, Насимьенто, Био-Био) — чилийский футболист, полузащитник клуба «Уачипато».

## Клубная карьера
Каркамо — воспитанник клуба «Уачипато». 3 марта 2024 года в матче против «Коло-Коло» он дебютировал в чилийской Примере.

## Международная карьера
В 2025 году Каркамо в составе молодёжной сборной Чили принял участие в молодёжном чемпионате Южной Америки в Венесуэле.